# Zonopterus redemanni
Zonopterus redemanni là một loài bọ cánh cứng trong họ Cerambycidae.